# MAS-49

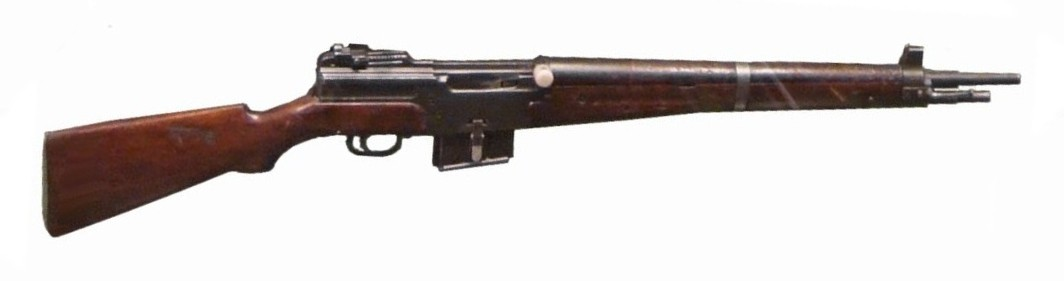

MAS-49는 1949년 생산된 프랑스 제식소총으로서 다양한 볼트 액션을 대체하였던 프랑스의 반자동 소총이다. 정부 소유 MAS(Manufacture d'armes de Saint-Étienne) 무기 공장에 의해 설계되고 제조되었다. 프랑스 육군의 공식 MAS-49 명칭은 Fusil semi-automatique 7 mm 5 M. 49 ("semi-automatic rifle of 7.5mm model [19]49")이다. MAS-49 반자동 소총은 20,600대로 한정 생산되었으며 더 짧고 가벼운 버전인 MAS-49/56은 275,240대로 대량 제조되어 프랑스 군대의 모든 부처에 보급되었다. 전반적으로 MAS-49와 49/56 소총은 정확성, 신뢰성, 불리한 환경에서의 유지보수의 용이성 면에서 명성을 얻었다. MAS-49와 MAS-49/56은 1979년에 FAMAS 돌격소총으로 대체되었다.